# Michele Robecchi
Michele Robecchi (Scanzorosciate, 1904 – Überlingen, 1944) è stato un partigiano italiano.

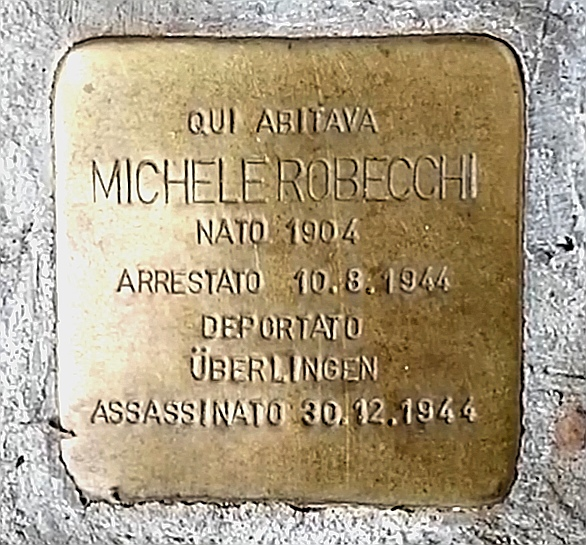
Pietra d'inciampo a Muggiò in ricordo di Michele Robecchi

Robecchi, residente a Muggiò lavorava come elettricista presso la Breda di Sesto San Giovanni. In seguito all'8 settembre 1943 costituì con alcuni amici un GAP (Gruppo di Azione Patriottica), distribuendo materiale propagandandistico sulla resistenza fra gli operai e organizzando azioni di sabotaggio della produzione industriale destinata alla Germania.
Nel marzo del 1944, approfittando di una catena di scioperi che colpirono tutte le fabbriche italiane, scattò la repressione tedesca, che portò all'arresto, alla detenzione, e in certi casi alla deportazione di molti operai considerati ribelli. Robecchi riuscì inizialmente a fuggire e, abbandonata la Breda, continuò la sua opera di resistenza fino a quando non venne arrestato a Monza nell'autunno dello stesso anno.
Inizialmente incarcerato a San Vittore a Milano, venne successivamente trasferito a Bolzano, per poi essere deportato in un campo di concentramento a Dachau in Germania, dove terminò i suoi giorni.
A Michele Robecchi è dedicata la Sezione dell'ANPI (Associazione Nazionale Partigiani Italiani) di Muggiò.